# Roppongi

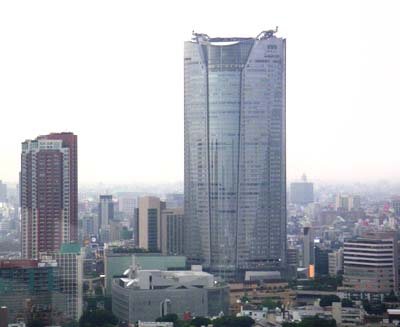
Complexo Roppongi Hills, destacando-se o edíficio Mori

Roppongi (六本木, literalmente "seis árvores") é um distrito de Minato, Tóquio, Japão, famoso por abrigar o complexo de Roppongi Hills e muitas boates. Várias embaixadas estrangeiras localizam-se em Roppongi e a vida noturna é popular entre os japoneses e os estrangeiros. Ela situa-se na região sul da Linha Yamanote, ao sul de Akasaka e ao norte de Azabu.

## História

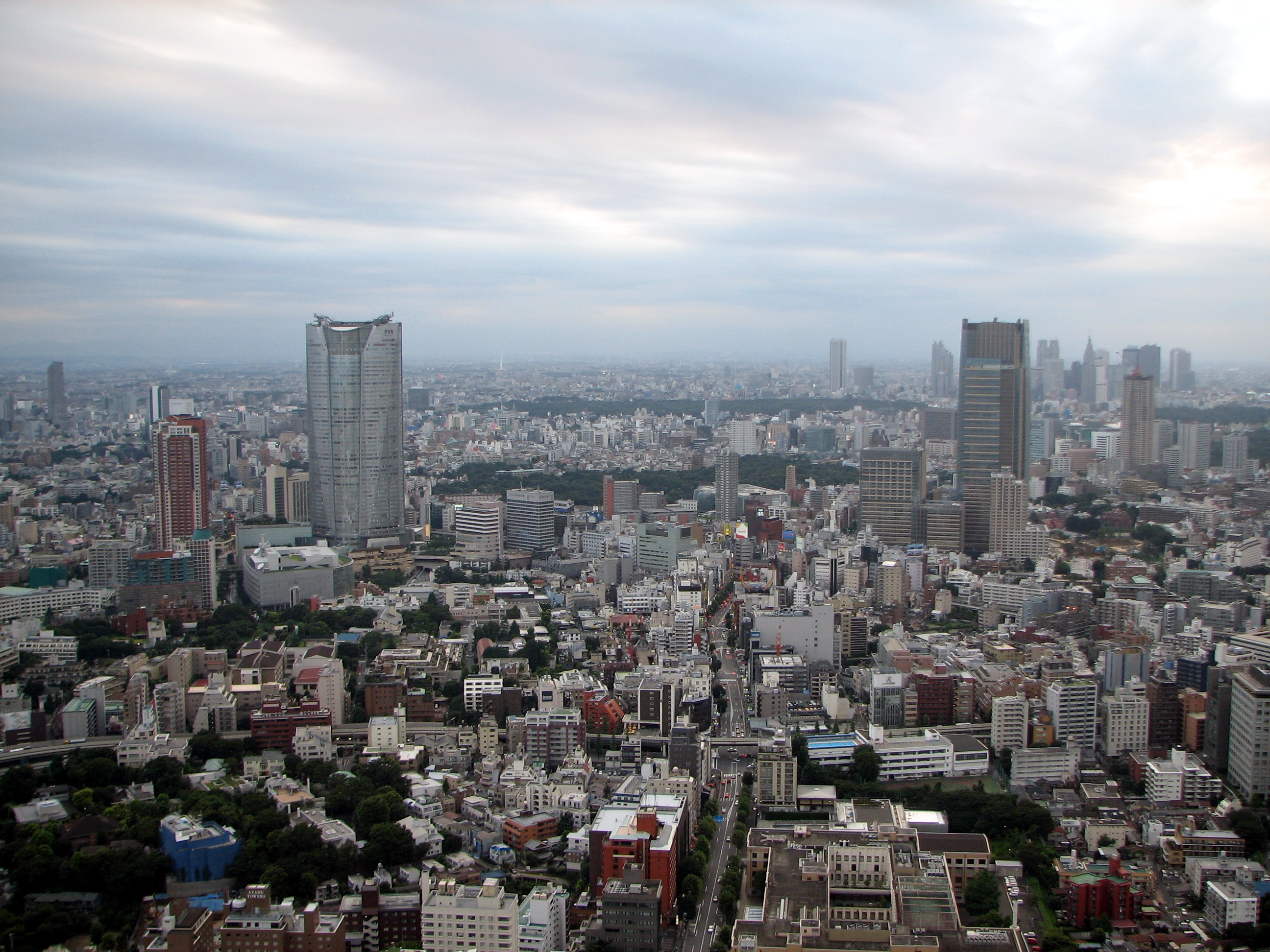
Vista da área de Roppongi

O nome "Roppongi", que teria sido cunhado por volta de 1660, significa literalmente "seis árvores". Seis grandes árvores zelkova antigas costumavam marcar a área. As três primeiras foram retiradas e as últimas foram destruídas durante a Segunda Guerra Mundial. Outra lenda conta que o nome vem do fato de que seis daimyos viviam na área durante o período Edo, cada um com o kanji de "árvore" ou um tipo de árvore em seus nomes. Roppongi não era densamente povoada até a Restauração Meiji, embora a área tenha sido um ponto de tráfego por séculos e serviu como o local da cremação da esposa do Xogum Tokugawa Hidetada em 1626.
Em 1890, a Terceira Guarda Imperial do Exército Imperial Japonês foi transferida para um local próximo a Roppongi (atualmente abrigando o departamento do Pacífico do jornal Stars and Stripes). O influxo de soldados levou à ascensão da área como um distrito noturno, brevemente interrompida pelo Grande Terremoto de Kanto que arrasou a área em 1923. Roppongi foi administrativamente uma parte de Azabu de 1878 a 1947.

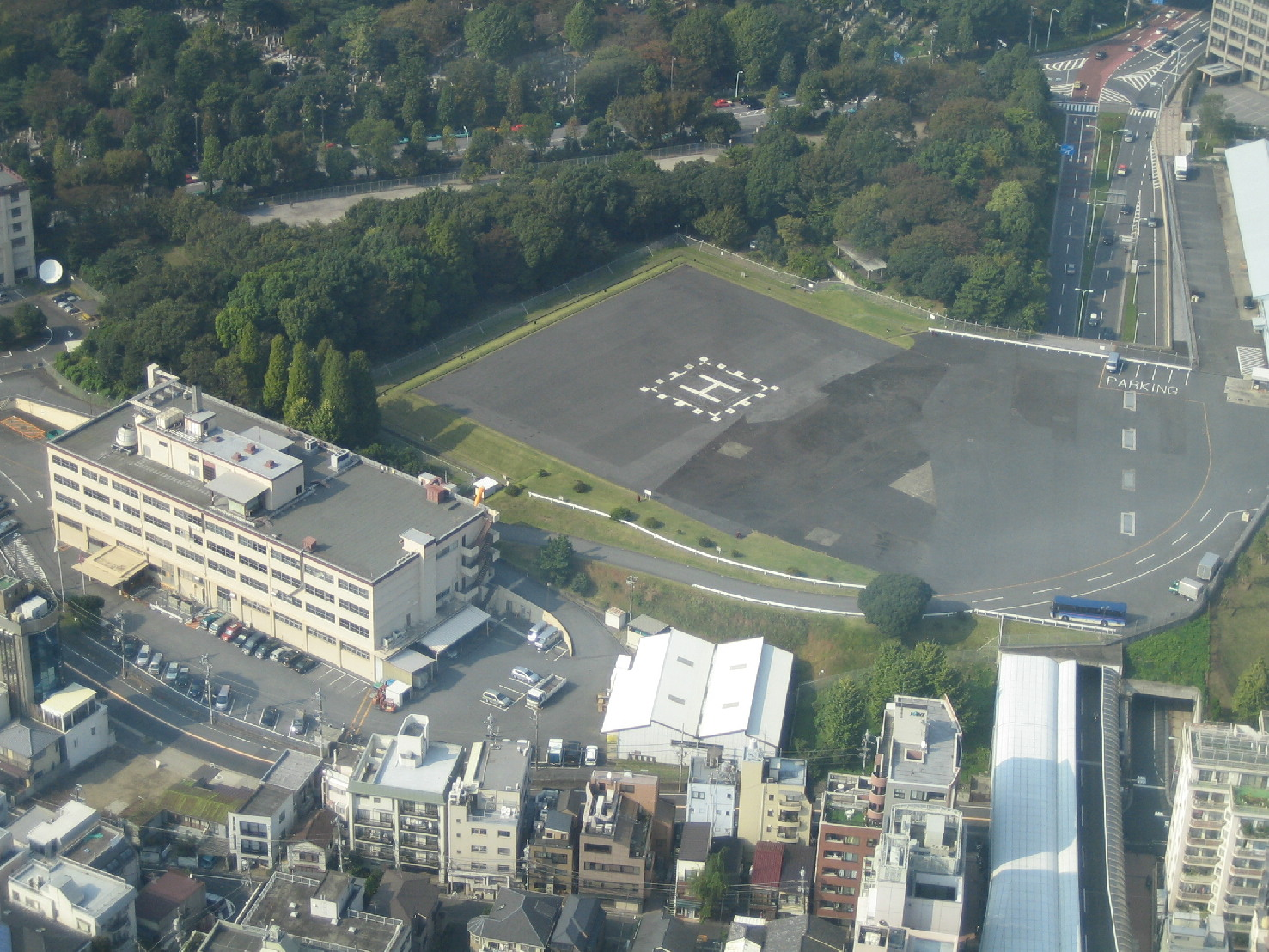
Heliporto do Exército dos Estados Unidos e o escritório do jornal Stars and Stripes em Roppongi-Nanachōme

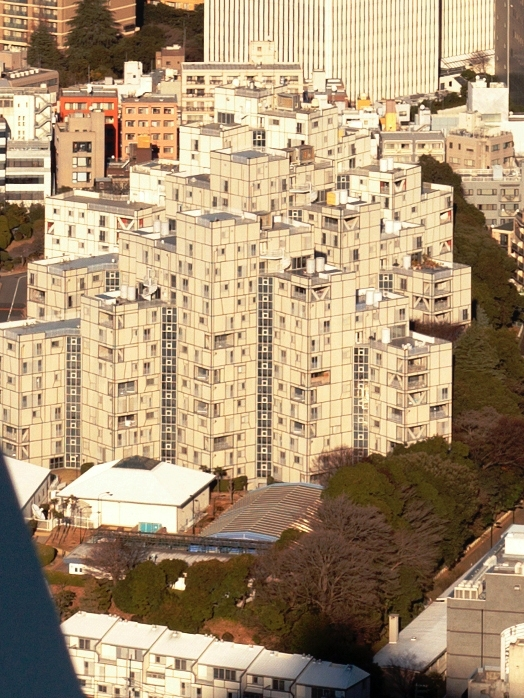
Embaixada dos Estados Unidos em Roppongi-Nichōme

Após a Segunda Guerra Mundial, quando a área foi destruída novamente, desta vez por bombardeios aéreos, o Exército dos Estados Unidos e os oficiais do governo Aliado ocuparam algumas instalações nesta área, iniciando a reputação de Roppongi como um bairro com um grande número de não-japoneses. Várias grandes instalações militares norte-americanas localizavam-se próximo à área, com o Quartel Hardy sendo provavelmente o mais conhecido (a Embaixada dos Estados Unidos, o Alojamento Recreativo do Quartel Hardy, o escritório e heliporto do jornal Stars and Stripes ainda estão lá). Ao redor das instalações militares, existiam muitos restaurantes, salões de bilhar, bares e bordéis que atendiam a militares americanos mas também eram frequentados por clientes japoneses.
A partir do final da década de 1960, Roppongi tornou-se popular entre os japoneses e os estrangeiros por ter muitas discotecas que atraíam a elite de Tóquio. Contribuindo para o reconhecimento de Roppongi como um local internacional, existiam por lá muitas embaixadas estrangeiras e escritórios de empresas estrangeiras. No entanto, muitas boates fecharam com a recessão após a quebra do mercado de 1989.
A área de Roppongi recebeu um grande impulso econômico em 2002-2003 quando os complexos Izumi Garden Tower e Roppongi Hills foram concluídos. Esses projetos trouxeram escritórios e condomínios de alta qualidade para Roppongi pela primeira vez. O projeto Tokyo Midtown, que foi concluído em 2006 e inclui o primeiro hotel Ritz-Carlton em Tóquio, continuou esta tendência.

## Vida noturna

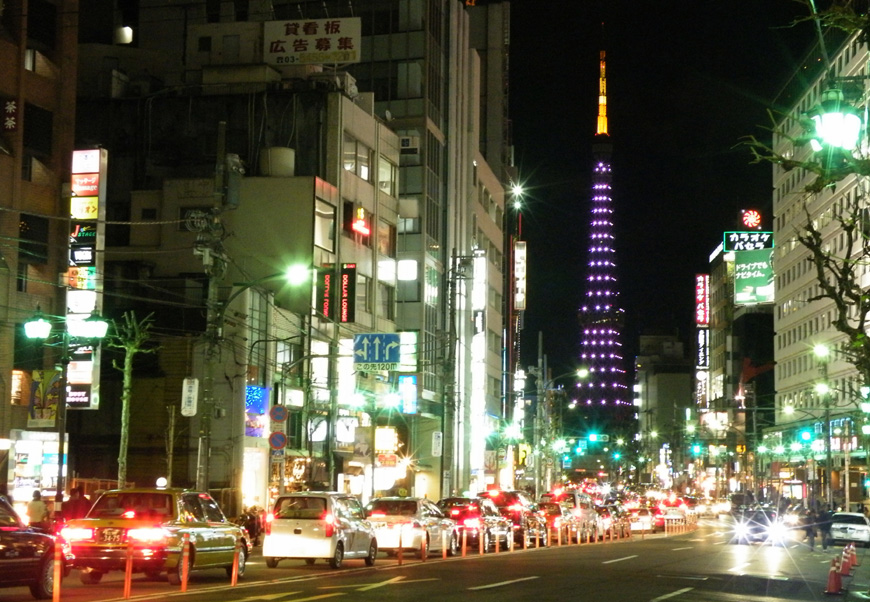
Noite em Roppongi

A área conta com vários bares, boates, clubes de strip, restaurantes, hostess clubs, cabarés e outras formas de entretenimento. Na comunidade de expatriados, a área é visitada por empresários, estudantes e militares americanos. No geral, o bairro atende a um público mais jovem.

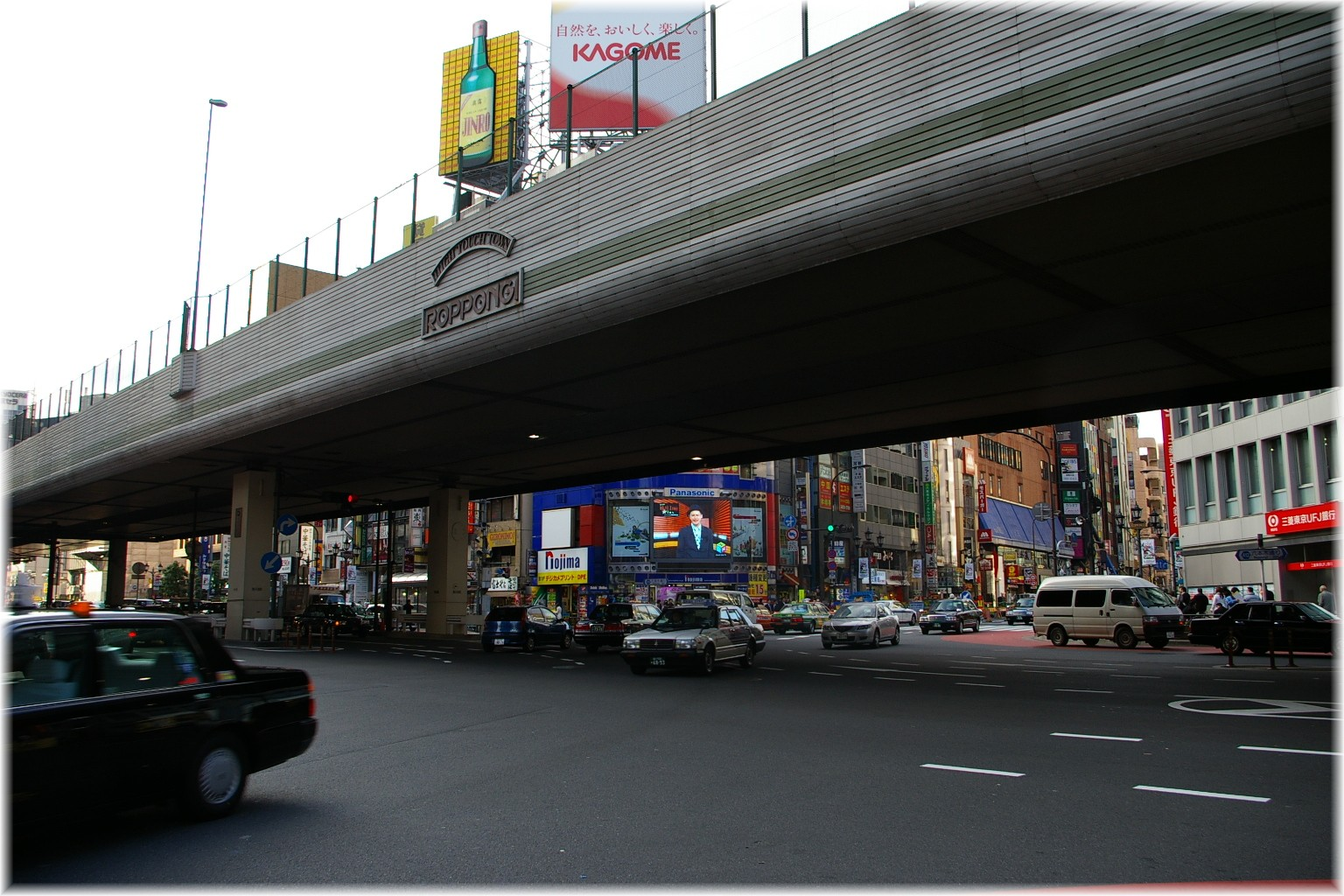
Cruzamento em Roppongi

Os clubes variam de grandes estabelecimentos com vários andares a clubes menores de uma única sala em andares superiores de edifícios.
Em anos recentes, alguns dos maiores estabelecimentos conhecidos por suas conexões com a Yakuza fecharam. Ao redor do cruzamento de Roppongi, há um grande número de clubes que contam com artistas estrangeiros. Há também vários bares gerenciados por estrangeiros e japoneses que atendem a diferentes públicos. Recentemente, Roppongi tem gozado de uma crescente reputação por seus eventos e festivais de arte, torneios de dardo e bilhar, pub crawls, exibições de robôs, concursos de beleza entre outras atividades.
Os restaurantes em Roppongi variam da comida japonesa sofisticada a restaurantes internacionais populares.

## Controvérsias
No passado, Roppongi tinha uma reputação de ser uma área com grande presença da Yakuza, seja como clientes nos estabelecimentos de Roppongi, seja conduzindo os negócios, administrando ou sendo proprietários de boates e bares na área. Embora ainda estejam exercendo alguma influência em Roppongi, recentemente eles passaram a estar mais presentes em outros distritos de Tóquio.
Em 2006, imigrantes nigerianos no Japão começaram a abrir vários bares e boates na área, seguindo um grupo mais antigo de pioneiros que estiveram nos negócios em Roppongi por muitos anos. Os nigerianos eram famosos por usar táticas de alta pressão para atrair os consumidores a seus bares. Em 2009 e 2010 uma série de incidentes com bebidas, nos quais os clientes relataram terem sido drogados e roubados, estava conectada aos bares com donos nigerianos. Os incidentes resultaram em um alerta da Embaixada dos Estados Unidos no Japão aos cidadãos americanos para evitar certos bares e boates em Roppongi. Uma investigação do Japan Times em julho de 2011 descobriu que embora a sabotagem de bebidas ocorresse, a maioria dos incidentes não envolvia atividades criminosas. Muitos clientes alegaram terem ressacas severas após terem passado noites em estabelecimentos nigerianos. Reclamações semelhantes são feitas sobre os bares não-nigerianos em Roppongi que oferecem pacotes de bebidas à vontade e muitas vezes misturam bebidas com alta porcentagem de álcool para minimizar o consumo e aumentar a lucratividade.

## Economia

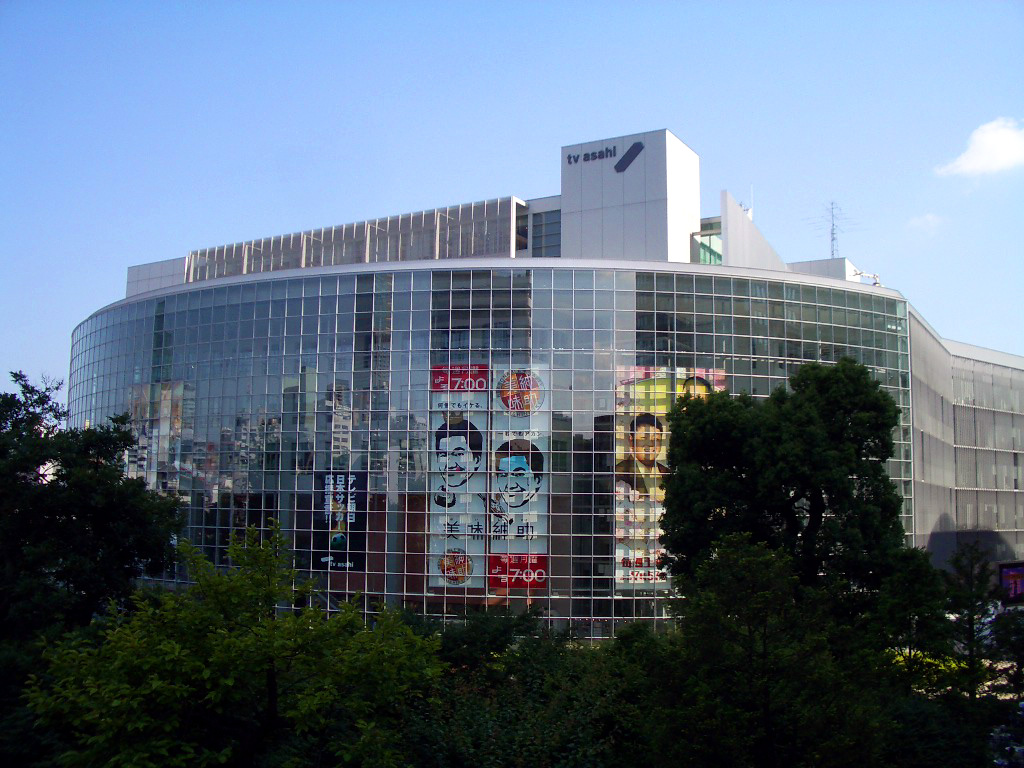
A sede da TV Asahi, que se transferiu para Roppongi Hills do Ark Hills em 2003

A Mori Building Company e a The Pokémon Company têm suas sedes no Roppongi Hills Mori Tower.
Algumas empresas sediadas em Roppongi são:
- Anderson Mori & Tomotsune
- Ferrari Japan
- Genco
- Yahoo! Japan
- J-Wave
- Lenovo Japan
- Google Japan[13]
- TV Asahi
- Being Inc.[14]
- Wrestling New Classic[15]
- Dogma (studio)

Várias firmas multinacionais têm seus escritórios japoneses em Roppongi, incluindo os bancos de investimentos Credit Suisse, Goldman Sachs, State Street, a fabricante Corning Incorporated, e os escritórios de advocacia Allen & Overy, Davis Polk & Wardwell, Orrick, Herrington & Sutcliffe e Skadden, Arps, Slate, Meagher & Flom.
Em dezembro de 1983, a sede da Bandai Visual transferiu-se para Roppongi. Em junho de 1984, a sede foi transferida para outro edifício em Roppongi. Em maio de 1985, a sede foi transferida para Shibuya.

## Estações de trens e de metrô
- Estação de Roppongi (Linha Tokyo Metro Hibiya (H-04) & Linha Toei Ōedo) (E-23)
- Estação Roppongi-itchōme (Linha Tokyo Metro Namboku) (N-06)
- Estação Nogizaka (Linha Tokyo Metro Chiyoda)

## Educação

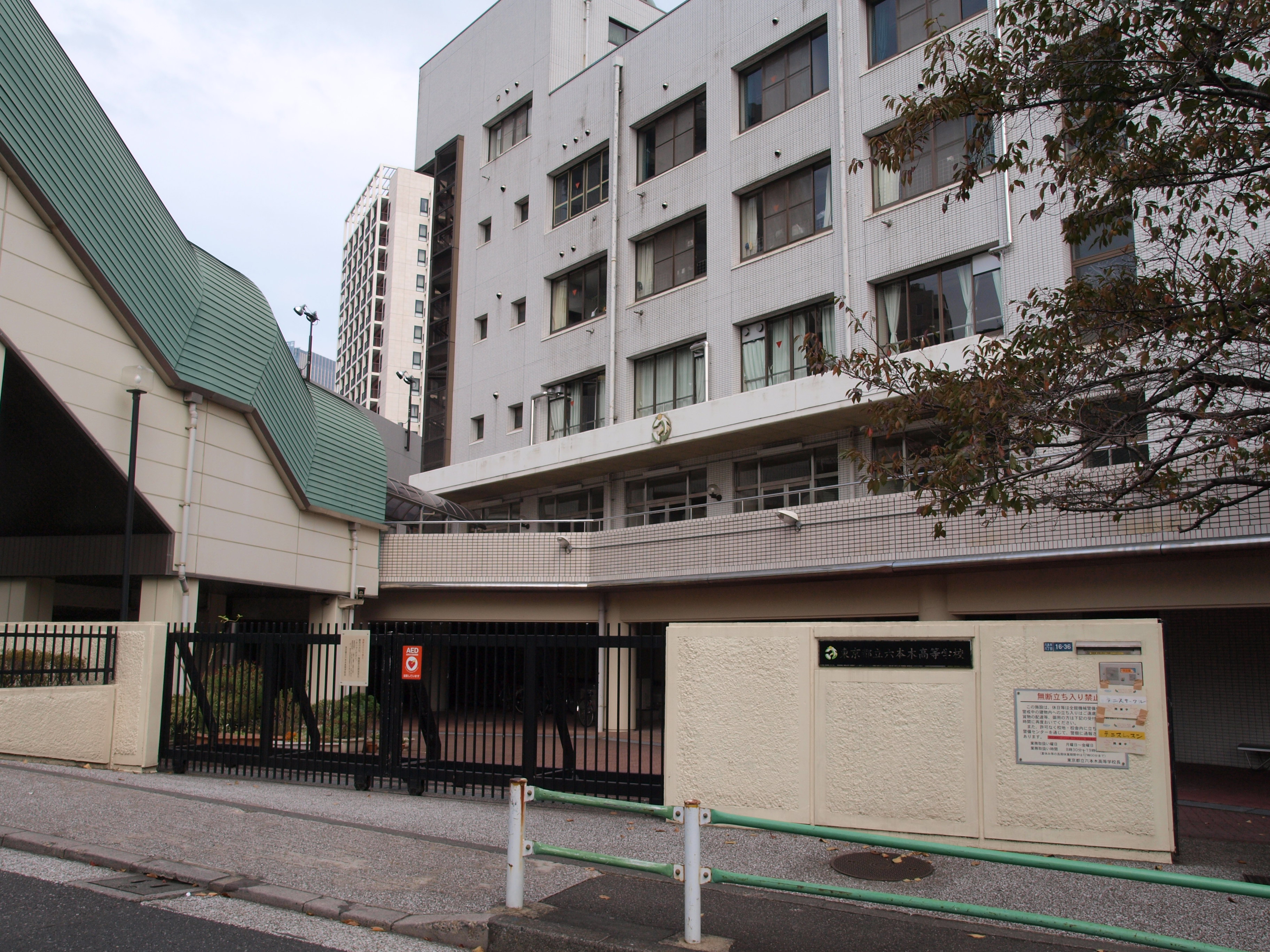
Colégio Roppongi

Escolas públicas de ensino fundamental são administradas pelo Conselho de Educação Municipal de Minato.
As escolas de ensino médio são administradas pelo Conselho de Educação do Governo Metropolitano de Tóquio. O Colégio Roppongi localiza-se em Roppongi.
O The American School in Japan Early Learning Center localiza-se em Roppongi Hills.